# Oscar Schuster
Friedrich Christian Oscar Schuster (1. října 1873, Markneukirchen – 5. června 1917, Astrachaň) byl německý horolezec, který na přelomu 19. století a 20. století patřil mezi světovou špičku a udal v tomto sportu směr k eticky čistému lezení jen vlastní silou bez pomoci umělých pomůcek.
Poprvé lezl ve Švýcarsku v šestnácti letech. První významný výstup vedl na alpský masiv Diavolezza z Davosu, kde byl umístěn v sanatoriu pro neduživé chlapce. Zde se naučil horolezeckým novinkám a posléze po návratu do Drážďan zavedl do saských pískovců lehké lezečky s konopnou podrážkou a vrcholové knihy. V Sasku poprvé lezl ve skalním městě Bielatal. Jeho prvovýstup Alterweg II na Schusterturm odstartoval lezecké objevování obrovského množství pískovcových věží. Zároveň využil moderní lezečky ke zvláštní lezecké technice výstupu na tření (tzv. rajbas) a umístil zde první vrcholovou knihu. Pískovcovou věž pojmenoval sám po sobě.
Na saských pískovcích vylezl na 23 nových vrcholů, vykonal 45 prvovýstupů jako prvolezec a dalších 37 prvovýstupů jako druholezec. Všechny jsou dodnes velmi oblíbené mezi horolezci. Nejlezenější jsou Schusterweg na Falkenstein obtížnosti III a Schusterweg na Talwächter obtížnosti II.
Jeho spolulezci byli nejčastěji Martin Klimmer a bratři Conrad Meurer a Friedrich Meurer.
Kromě Saska lezl v Alpách, Norsku a na Kavkaze, kde uskutečnil celkem 725 horských túr. V roce 1903 byl členem expedice, která vylezla prvovýstup na jižní vrchol Ušby (4710 m n. m.), což byla tehdy prvotřídní senzace v zasvěcených kruzích.
Po studiu na několika univerzitách získal roku 1901 titul doktora medicíny. Nikdy se však do praxe nedostal. Celý život se věnoval jen horám a skalám, protože mu to umožnil zámožný otec. Zemřel v Astrachani v internačním lazaretu na tyfus[nepřesný odkaz] a tuberkulózu na konci 1. světové války, kam se dostal v roce 1914, když ho překvapilo vypuknutí války při horolezecké expedici na Kavkaz.
Oscar Schuster jako první v roce 1904 popsal lezecké možnosti v saských pískovcích v článku Felsklettern in der Sächsischen Schweiz v časopise Über Berg und Thal. Na jeho základě napsal Rudolf Fehrmann první horolezecký průvodce na světě, který pod názvem Der Bergsteiger in der Sächsischen Schweiz popsal dvě stovky skalních věží a čtyři stovky výstupů.